# Blaesoxipha spina
Blaesoxipha spina är en tvåvingeart som beskrevs av Thomas Pape 1994. Blaesoxipha spina ingår i släktet Blaesoxipha och familjen köttflugor. Inga underarter finns listade i Catalogue of Life.